# Administration territoriale au Costa Rica

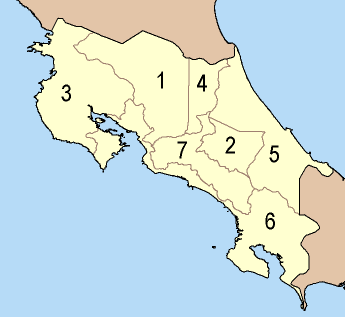
Les 7 provinces du Costa Rica

La division territoriale du Costa Rica comprend tout d'abord sept provinces subdivisées en 81 cantons qui eux-mêmes sont divisés en 463 districts. Les municipalités de chaque canton ou gouvernement local sont dirigées par des alcades, élus tous les quatre ans ainsi que le conseil municipal.
Voici un tableau qui résume les sept provinces et leurs caractéristiques :
| Province   | Capitale     | Cantons | Districts | Habitants | Superficie km² |
| ---------- | ------------ | ------- | --------- | --------- | -------------- |
| San José   | San José     | 20      | 118       | 1 345 750 | 4 965,9        |
| Alajuela   | Alajuela     | 15      | 108       | 716 286   | 9 757,53       |
| Cartago    | Cartago      | 8       | 48        | 432 395   | 3 124,67       |
| Heredia    | Heredia      | 10      | 46        | 354 732   | 2 656,98       |
| Guanacaste | Liberia      | 11      | 59        | 264 238   | 10 140,71      |
| Puntarenas | Puntarenas   | 11      | 57        | 357 483   | 11 265,69      |
| Limón      | Puerto Limón | 6       | 27        | 339 295   | 9 188,52       |